# Pernes (Santarém)
Pour les articles homonymes, voir Pernes.
Pernes est une freguesia portugaise située dans le District de Santarém.
Avec une superficie de 14,06 km2 et une population de 1 689 habitants (2001), la paroisse possède une densité de 120,1 hab/km2.